# Pseuderesia picta
Pseuderesia picta är en fjärilsart som beskrevs av Grose-smith 1898. Pseuderesia picta ingår i släktet Pseuderesia och familjen juvelvingar. Inga underarter finns listade i Catalogue of Life.